# Kadarkai Endre
Kadarkai Endre (Révkomárom, 1985. február 8. –) magyar televíziós műsorvezető, riporter.

## Életpályája
1985-ben született a felvidéki Révkomáromban, itt érettségizett. 2003-ban a "Riporter kerestetik" tehetségkutatóba jelentkezett, ahol sikerrel járt és a Napkelte munkatársa lett hat évre. Itteni mentorának Gyárfás Tamást tartja. A Kodolányi János Főiskola, majd az Eötvös Loránd Tudományegyetem hallgatója volt, de egyiket sem fejezte be.
2009-től a Zugló TV-nél, majd az ECHO TV-nél dolgozott (2014-2017) és készített interjúkat közéleti személyiségekkel. Ezután 2017-ben rövid ideig a Story TV-nél dolgozott és készített interjúkat, majd 2019-ben a Klubrádióhoz igazolt. Beszélgetős műsorai YouTube csatornáján is megtekinthetők. 2024-ben indult műsora az ATV-n, A nagy dilemma címmel. Interjúira alapos felkészültség, szakmai igényesség jellemző.

## Műsorai
- Arckép
- Csakazértis
- Nemadomfel
- Egyszóval
- Világtalálkozó (2019. október-2022. június)
- Szavakon túl (2021. május-2024. június)
- Akik visszajöttek (2022. január-2022. április) (I. évad) (2024. január-) (II. évad)
- Felfelé zuhanás (2022. június-2022. december)
- Élni jó (2022. október-2023. június)
- Játszó-társak
- Nemek igenje
- Lélekben (2023. szeptember-2024. június)
- A nagy dilemma
- A nagy mű

## Könyvei
- Világtalálkozó. Interjúk; Helikon, Bp., 2021

## Televíziós szerepei
- Keresztanyu (2022) ...Makkos Tv szerkesztője[15]